# Lesley Bush
Lesley Leigh Bush (Orange, 17 settembre 1947) è un'ex tuffatrice statunitense.
Ha partecipato a due edizioni dei giochi olimpici (1964 e 1968) conquistando una medaglia nell'edizione del 1964 svoltasi a Tokyo.

## Palmarès
Olimpiadi
- 1 medaglia:
  - 1 oro (piattaforma 10 m a Tokyo 1964).

Giochi panamericani
- 1 medaglia:
  - 1 oro (piattaforma 10 m a Winnipeg 1967).